# Presbytère de Barentin
Le presbytère de Barentin est un monument de Barentin qui conserve des éléments d'un hôtel particulier de Rouen du XVIIe siècle. L'édifice est inscrit comme monument historique depuis 1964.

## Histoire
L'édifice conserve des éléments de la façade d'un hôtel particulier de Rouen du XVIIe siècle, l'hôtel de Coupeauville situé 74-76 rue de la Ganterie. 
L'hôtel est gravement endommagé par les bombardements de la seconde guerre mondiale et la façade en est démontée et remontée à Barentin en 1955.
L'édifice est inscrit aux monuments historiques par un arrêté du 31 mai 1946 puis par un nouvel arrêté du 22 mai 1964.

## Architecture
L'hôtel particulier était de style Louis XIII.